# Placito Feretrano
Il Placito Feretrano o Placido Feretrano è una copia riscritta nell'XI secolo di un documento originale redatto nell'885. Misura 36 × 65 cm.
Fu scoperto da Annibale degli Abati Olivieri il 25 agosto 1749 all'interno dell'Archivio di Stato di San Marino.

## Contenuto
Il documento narra di una controversia fra Delto, vescovo di Rimini (876 - 885), e Stefano, abate di un monastero a San Marino.
Un certo numero di possedimenti del Titano erano contesi tra le due istituzioni. Il vescovo ne rivendicava il possesso e accusava il monastero di tenerli illegalmente.
La controversia fu affidata a Giovanni, vescovo del Montefeltro che convocò una trentina tra giuristi e magistrati affinché fosse fatta giustizia. La riunione, come riporta il documento, avvenne il 20 febbraio 885.

I saggi diedero ragione all'abate sammarinese stabilendo che i fondi di Casole, Ravellino, Fabbrica, Petroniano, Pignaria, Griziano, Erviano, Laritianiano, Fiorentino, Silvole e Flagellara, siti nel territorio di San Marino, non erano mai appartenuti alla diocesi di Rimini.

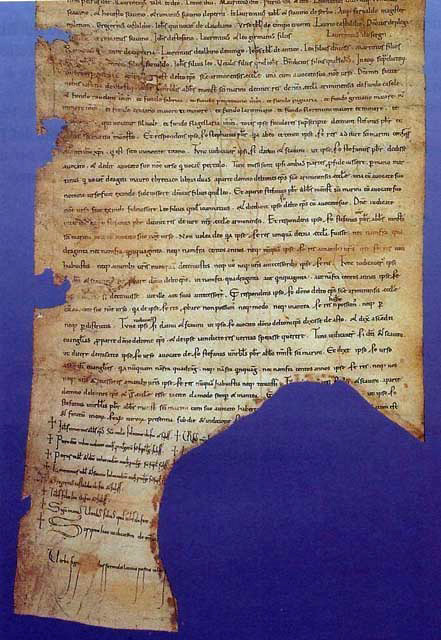
Il Placito Feretrano scoperto da Annibale degli Abati Olivieri nel 1749.

## Autenticità
Anche se fin dalla sua scoperta vari studiosi hanno messo in dubbio la sua autenticità (sostenendo che fosse una copia settecentesca o un falso dell'XI secolo), il Placito è considerato oggi il documento più antico conservato nell'Archivio di Stato di San Marino.
Oggi gli storici tendono a non riconoscere nel Placito la prova dell'indipendenza di San Marino dal vescovo di Rimini o dalla potestà civile e religiosa del Montefeltro. All'epoca, infatti, il territorio sammarinese era interamente sotto il dominio pontificio o dell'imperatore.
Più verosimilmente, il Placito Feretrano testimonia l'esistenza, a San Marino, tra il IX e il X secolo, di un monastero con annessi possedimenti fondiari e un castello.